# Aires Fernandes
Aires Fernandes (fl. 1550 – Torres Vedras?, m. c. 1600) foi um compositor português do Renascimento que trabalhou na Sé de Coimbra.

## Biografia

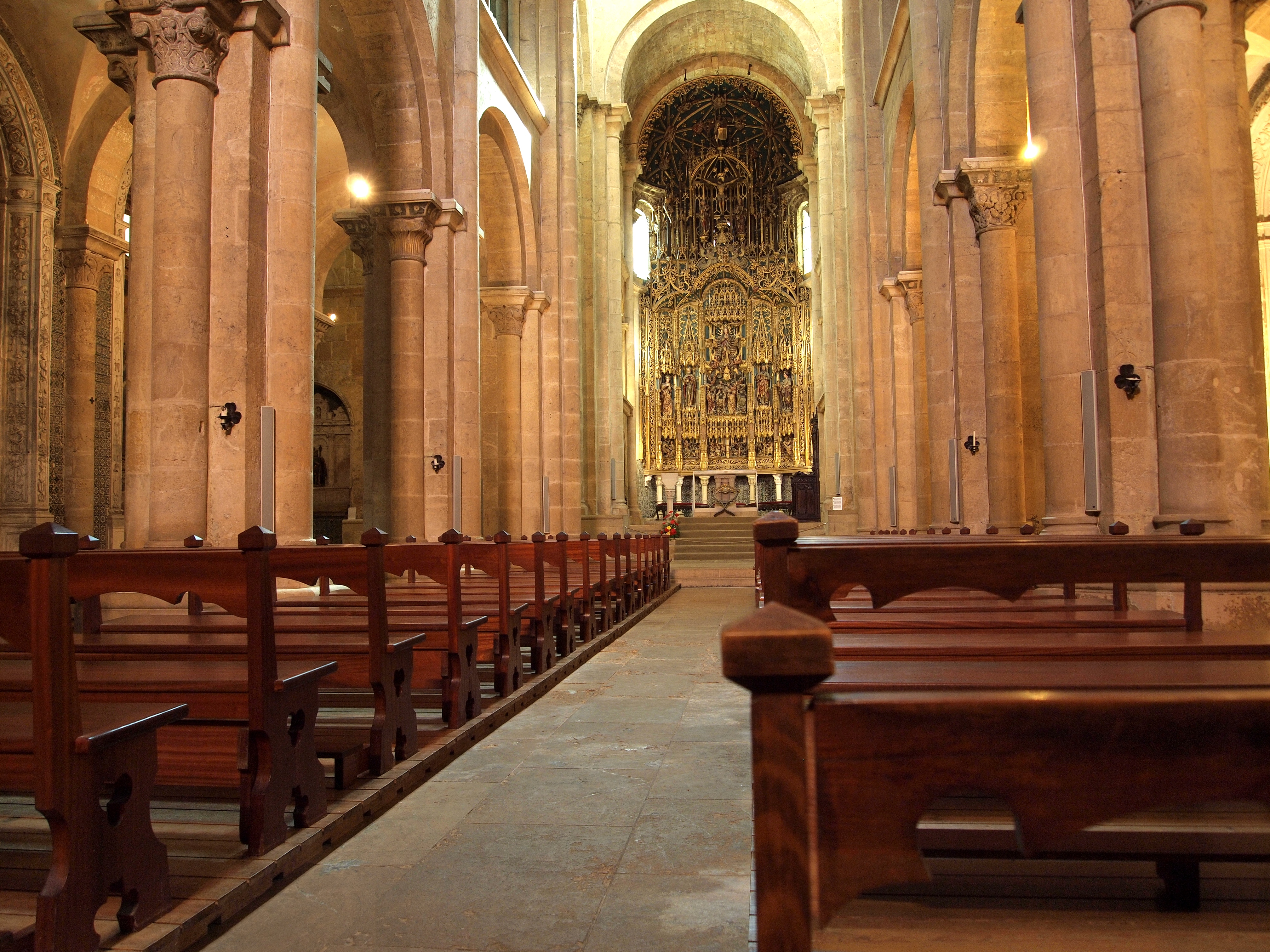
Interior da Sé (Velha) de Coimbra

Da vida de Aires Fernandes quase nada se sabe. Esteve ativo em Coimbra por volta de 1550. Nessa cidade teve como local de trabalho a catedral, embora tenha tido alguma ligação com o Mosteiro de Santa Cruz. Morreu por volta do ano de 1600.
A grande quantidade de obras que dele chegaram à atualidade, transmitidas por manuscritos dispersos pelo país (Coimbra, Arouca, Vila Viçosa), e também a sua qualidade fazem deste obscuro compositor um dos mais importantes do Renascimento português.

## Obras
- Na Biblioteca Geral da Universidade de Coimbra (P-Cug MMs 34, 44, 53 e 217A):[4]
  - "Alleluia" (2 versões) a 4vv
  - "Alma redemptoris mater" a 4vv
  - "Asperges me" a 4vv
  - "Benedicamus Domino" (3 versões) a 4vv
  - "Congratulamini mihi"
  - "Domine ne memineris"
  - "Domine non secundum"
  - "Ego autem stigmata"
  - "Et salutare tuum"
  - "Iste sanctus pro lege"
  - "Jesu redemptor" (2 versões) a 4vv
  - "Libera me Domine"
  - "Lumen ad revelationem"
  - "O crux et decus Hispaniae"
  - "O crux splendidior"
  - "Surge illuminare"
  - "Te lucis" a 4vv

- No Museu Regional de Arte Sacra do Mosteiro de Arouca (Res. Ms. 032):[4]
  - "Benedicamus Domino" (2 versões) a 4vv

- Na biblioteca do Paço Ducal de Vila Viçosa:[5]
  - "Circumdederunt me" a 6vv
  - "Posuerunt sper me" a 4vv

## Discografia
- 1993 - Music from Renaissance Portugal. The Cambridge Taverner Choir. Herald. Faixa 12: "Libera me Domine"; Faixa 15: "Alma Redemptoris Mater".
- 2008 - Caeli Porta - 17th Century Sacred Music from Lisbon & Granada. The Choir of the Queen's College Oxford. Guild. Faixa 19: "Benedicamus Domino".